# Magomed Tolbojev
Magomed Omarovič Tolbojev (* 20. ledna 1951) je sovětský kosmonaut a testovací pilot, známý především jako člen kosmonautů vybraných pro raketoplán Buran. Pochází z Dagestánu. Po rozpadu Sovětského svazu pracoval jako civilní a vojenský pilot v Rusku. Získal řád Hrdina Ruska. I po odchodu do penze pokračuje na částečný úvazek v práci jako poradce a komentátor v oblasti letectví.
Tolbojev získal mezinárodní pozornost po útoku na jeho osobu, který byl spáchán v Moskvě. Objevovaly se názory, že útok byl rasově motivovaný, jelikož Tolbojev má čečenské rysy.